# Innotech Mystero
Innotech Mystero je dvoumístný supersportovní automobil s otevřenou karoserií typu kabriolet. Vůz byl vyrobený firmou Innotech, vznikl v kopřivnické společnosti Ecorra a designovaný byl legendárním českým designérem Václavem Králem. V roce 1993 za vůz získal Král národní cenu za design.
Do vozu se namontoval motor Chevrolet DOHC o objemu 5,7 l. První vůz byl představen veřejnosti roku 1995 na autosalonu v Brně. Po autosalonu se začalo uvažovat o omezené sérii 25 kusů, nakonec zůstalo jen u jednoho funkčního prototypu.

## Technické údaje
- Rozvor: 2700 mm
- Rozměry: 4650 × 2040 × 1150 mm
- Kola/pneumatiky: disky OZ Mito, pneu 275/40 ZR18 vpředu, 335/30 ZR18 vzadu
- Motor: Chevrolet Corvette DOHC V8
- Zdvihový objem: 5737 cm³
- Výkon (kW/ot/min): 298/5800
- Převodní ústrojí: pětistupňová manuální
- Maximální rychlost: 280 km/h
- Zrychlení z 0 na 100 km/h: 5 s